# Nauplios (Sohn des Klytoneos)

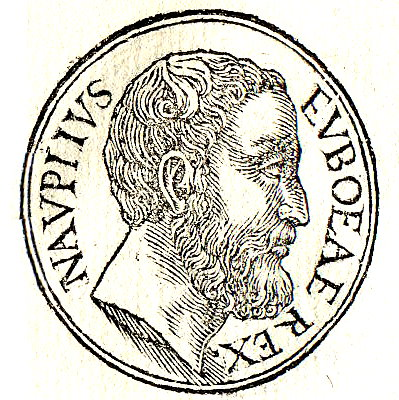
Nauplios

Nauplios (altgriechisch Ναύπλιος Naúplios) war mythischer König von Euböa, Gatte der Klymene (Tochter des Katreus), Vater des Palamedes, Oiax und Nausimedon. 
Nauplios sollte die Auge (Tochter des Aleos) mit ihrem Sohn Telephos ins Meer werfen, setzte sie aber stattdessen in einer Truhe aus. Er nahm mit seinen Söhnen am Trojanischen Krieg teil. Sein Sohn Palamedes wurde von den Griechen wegen angeblichen Verrates gesteinigt. Aus Rache leitete Nauplios die griechischen Schiffe in die Irre, indem er auf seiner Insel Leuchtfeuer setzte, so dass viele Schiffe an den Klippen von Kaphyreus zerschellten und sanken. 
Nach einer anderen Version wurde Palamedes durch Trojaner/Verbündete getötet.